# 2024년 UEFA 챔피언스리그 결승전
2024 UEFA 챔피언스리그 결승전은 UEFA 챔피언스리그의 69번째 결승전이자 현재의 대회명으로 개명 후 32번째 결승 경기이다. 2024년 6월 1일 영국 런던의 웸블리 스타디움에서 독일의 보루시아 도르트문트와 스페인의 레알 마드리드가 경합했다. 2020년 대회 결승전의 연기 및 재배치로 인해 최종 개최지가 1년 뒤로 옮겨져 2024년 결승전을 런던이 대신 개최하게 되었다.
우승자는 자동으로 2024-25년 UEFA 챔피언스리그 리그 단계에 진출할 자격을 얻게 되며, 2024년 UEFA 슈퍼컵에서 2023–24년 UEFA 유로파리그 우승팀과 경기할 권리와 2025년 FIFA 클럽 월드컵 참가할 권리를 얻게 된다.

## 팀
| 팀                  | 이전 결승전 경력 (굵은 글씨는 우승을 뜻한다.)                                                             |
| ------------------- | --- |
| 보루시아 도르트문트 | 2 (1997, 2013)                                                                                            |
| 레알 마드리드       | 17 (1956, 1957, 1958, 1959, 1960, 1962, 1964, 1966, 1981, 1998, 2000, 2002, 2014, 2016, 2017, 2018, 2022) |

## 개최지
이것은 웸블리 스타디움에서 열리는 8번째 UEFA 챔피언스 리그 결승전이 될 것이다. 첫 번째는 2005년에 개최되었다.

### 개최국 선정
유럽 축구 연맹(UEFA)은 2022년과 2023년 UEFA 챔피언스 리그 결승전 장소를 선택하기 위해 2019년 2월 22일 공개 입찰 프로세스를 시작하였다. 협회는 2019년 3월 22일까지 관심을 표명해야 하며 입찰 서류는 2019년 7월 1일까지 제출해야 하였다.
잉글랜드 축구협회는 1923년 원래 경기장 개장 100주년을 기념하기 위해 2023년 결승전 개최를 런던의 웸블리 스타디움과 입찰한 것으로 알려졌다. 웸블리 스타디움은 2019년 9월 24일 슬로베니아 류블랴나에서 열린 회의에서 UEFA 집행위원회에 의해 선정되었으며, 2021년과 2022년 UEFA 챔피언스 리그 결승전의 개최지도 선정되었다.
2020년 6월 17일, UEFA 집행위원회는 2020년 결승전의 연기 및 재배치로 인해 런던이 2024년 결승전을 대신 개최할 것이라고 발표하였다.

## 결승으로 가는 길
Note: 아래 모든 결과들에서, 결승 진출팀의 스코어는 먼저 표기된다(H: 안방; A: 원정).
| 순위 | 팀                  | 경기 | 승점 |
| ---- | ------------------- | ---- | ---- |
| 1    | 보루시아 도르트문트 | 6    | 11   |
| 2    | 파리 생제르맹       | 6    | 8    |
| 3    | AC 밀란             | 6    | 8    |
| 4    | 뉴캐슬 유나이티드   | 6    | 5    |

| 순위 | 팀            | 경기 | 승점 |
| ---- | ------------- | ---- | ---- |
| 1    | 레알 마드리드 | 6    | 18   |
| 2    | 나폴리        | 6    | 10   |
| 3    | 브라가        | 6    | 4    |
| 4    | 우니온 베를린 | 6    | 2    |

## 경기
| 보루시아 도르트문트 | 0 - 2  | 레알 마드리드                               |
| ------------------- | ------ | ------------------------------------------- |
|                     | 리포트 | 74′ 다니 카르바할 · 83′ 비니시우스 주니오르 |

| 보루시아 도르트문트 | 레알 마드리드 |

| GK            | 1  | 그레고르 코벨       |     |     |
| RB            | 26 | 율리안 뤼에르손     |     |     |
| CB            | 15 | 마츠 후멜스         | 79′ |     |
| CB            | 4  | 니코 슐로터벡       | 40′ |     |
| LB            | 22 | 얀 마천             |     |     |
| CM            | 23 | 엠레 잔 (c)         |     | 80′ |
| CM            | 20 | 마르첼 자비처       | 43′ |     |
| RW            | 10 | 제이든 산초         |     | 87′ |
| AM            | 19 | 율리안 브란트       |     | 80′ |
| LW            | 27 | 카림 아데예미       |     | 72′ |
| CF            | 14 | 니클라스 퓔크루크   |     |     |
| 교체 선수:    |    |                     |     |     |
| GK            | 33 | 알렉산더 마이어     |     |     |
| GK            | 35 | 마르첼 로트카       |     |     |
| DF            | 25 | 니클라스 쥘레       |     |     |
| MF            | 6  | 살리흐 외즈잔       |     |     |
| MF            | 8  | 펠릭스 은메차       |     |     |
| MF            | 11 | 마르코 로이스       |     | 72′ |
| MF            | 17 | 마리우스 볼프       |     |     |
| MF            | 38 | 셸 베첸             |     |     |
| MF            | 43 | 제이미 바이노기튼스 |     | 87′ |
| FW            | 9  | 세바스티앵 알레     |     | 80′ |
| FW            | 18 | 유수파 무코코       |     |     |
| FW            | 21 | 도니얼 말런         |     | 80′ |
| 감독:         |    |                     |     |     |
| 에딘 테르지치 |    |                     |     |     |

| GK              | 1  | 티보 쿠르투아       |     |       |
| RB              | 2  | 다니 카르바할       |     |       |
| CB              | 22 | 안토니오 뤼디거     |     |       |
| CB              | 6  | 나초 (c)            |     |       |
| LB              | 23 | 페를랑 멘디         |     |       |
| DM              | 12 | 에두아르도 카마빙가 |     |       |
| CM              | 15 | 페데리코 발베르데   |     |       |
| CM              | 8  | 토니 크로스         |     | 85′   |
| AM              | 5  | 주드 벨링엄         |     | 85′   |
| CF              | 11 | 호드리구            |     | 90′   |
| CF              | 7  | 비니시우스 주니오르 | 35′ | 90+4′ |
| 교체 선수:      |    |                     |     |       |
| GK              | 13 | 안드리 루닌         |     |       |
| GK              | 25 | 케파 아리사발라가   |     |       |
| DF              | 3  | 에데르 밀리탕       |     | 90′   |
| DF              | 4  | 데이비드 알라바     |     |       |
| DF              | 17 | 루카스 바스케스     |     | 90+4′ |
| DF              | 20 | 프란 가르시아       |     |       |
| MF              | 10 | 루카 모드리치       |     | 85′   |
| MF              | 18 | 오렐리앵 추아메니   |     |       |
| MF              | 19 | 다니 세바요스       |     |       |
| MF              | 21 | 브라힘 디아스       |     |       |
| MF              | 24 | 아르다 귈레르       |     |       |
| FW              | 14 | 호셀루              |     | 85′   |
| 감독:           |    |                     |     |       |
| 카를로 안첼로티 |    |                     |     |       |

| Man of the Match: 다니 카르바할 (레알 마드리드) 부심: 토마슈 클란치닉 안드라슈 코바치치 대기심: 프랑수아 르텍시에 예비 대기심: 시릴 뮈니에 비디오 보조 심판(VAR): 네이츠 카이타조비치 보조 VAR 심판: 라데 오브레노비치 보조 VAR 심판: 마시밀리아노 이라티 | 경기 규칙 - 전후반 90분 동안 경기를 진행한다. - 전후반 90분 상황에서 동점이면 연장전 30분을 진행한다. - 연장전에서도 동점이면 승부차기를 진행한다. - 교체 선수 명단은 12명까지 올릴 수 있으며 한 팀당 최대 5명까지 교체할 수 있다. 연장전에 들어간 경우에는 최대 6명까지 교체할 수 있다. 각 팀에게는 3번의 선수 교체 기회가 주어지며 연장전에 한해 4번째 선수 교체 기회가 주어진다. 단 하프타임, 연장전 시작 이전, 연장전 하프타임에 일어난 선수 교체는 제외된다. |

- 최우수 선수: ()

## 같이 보기
- 2023-24년 UEFA 챔피언스리그
- 2024 UEFA 유로파리그 결승전
- 2024 UEFA 유로파컨퍼런스리그 결승전
- 2024년 UEFA 슈퍼컵